# 리원 (가수)
리원(본명: 김리원, 2007년 1월 11일~)은 대한민국의 가수이다. 2019년부터 아역 배우로 활동했다. 2021년 방영한 MBC 오디션 프로그램 《방과후 설렘》에 참가해 2022년 5월 5일 클라씨로 데뷔하였다.

## 생애

### 데뷔 전
초등학교 4학년 때 발레 군무로 금상을 받았다. 처음에는 내성적인 성격을 극복하기 위해 연기 학원에 다녔으나 춤에도 관심을 갖게 되었다. 트와이스의 〈OOH-AHH하게〉를 듣고 가수를 꿈꾸었으며 초등학생 때부터 아이유를 롤모델로 삼았다. 어릴 때부터 유튜브를 보며 혼자 안무를 익혔다. 온원엔터테인먼트 산하 브랜드 키즈플래닛 소속이었다. 키즈플래닛에서 어린이 전문 댄스 트레이닝 프로그램인 키즈인댄스(Kids In DANCE)를 통해 춤을 배웠고, 초등학교 5학년이었던 2018년 3월부터 10월까지 커버댄스 영상을 촬영했다. 같은 해 12월에 공개된 영상에서 자신의 꿈을 연기돌(연기하는 아이돌)이라고 했다.
2019년 투니버스에서 예비 어린이 스타인 ‘투니스타’를 뽑을 때 오디션에 지원해 댄스 재능을 인정받아 합격했다 7월 3일 투니버스는 기자 간담회를 개최해 리원을 비롯한 투니스타 합격자를 공개하고, 합격자들이 드라마 《조아서 구독중》에 출연할 예정이라고 했다. 리원은 주인공의 단짝 친구 김리아 역을 맡았다. 날마다 집이 있는 여주에서 쵤영장이 있는 파주까지 이동하며 《조아서 구독중》을 촬영했다. 이선균과 같이 시리얼 광고를 찍기도 했다. 연말에 투니스타 윤혜림, 이지훈과 같이 유튜브 채널 짝쿵TV에 투니스타 팀으로 출연해 이채윤, 간니, 마이린과 대결했으나 1무 3패로 졌다.
2020년 《조아서 구독중》의 외전 《조아서 먹방중》과 후속작 《조아서 구독중 2》에 출연했고, 같은 해에 방영한 MBC 일일 드라마 《찬란한 내 인생》에서도 단역으로 등장했다. 2021년에는 제약회사 광고를 찍었다.

### 《방과후 설렘》 참가
2021년 10월 31일부터 2022년 2월 27일까지 《방과후 설렘》과 프리퀄  《등교전 망설임》에 출연해 데뷔에 성공했다.
《등교전 망설임》
〈SAME SAME DIFFERENT〉를 연습할 때 댄스 트레이너 류재준에게 잘한다고 칭찬받았다. 입학식 합격을 위해 이영채, 박효원, 이승은, 이하담과 함께 블랙핑크의 〈Kill This Love〉 무대를 준비했다. 류재준은 중간점검 후에 〈Kill This Love〉 팀이 가장 잘하고 합격에 유리하며 호흡이 잘 맞다고 평가했고, 리사는 합격 안정권이라고 했다. 김리원은 표정을 자유자재로 구사해 호평을 받았다. 2차 중간점검에서도 류재준은 〈Kill This Love〉 연습무대를 보고는 입학식에서 합격할 확률이 가장 높다고 했다.
2021년 10월 23일 쇼! 음악중심에서 방영된 〈SAME SAME DIFFERENT〉 전체 참가자 출연 무대에서 2학년 대표 센터로 무대에 올랐다.
2학년 체육대회에서 〈Kill This Love〉 팀은 B조에 들어갔다. 김리원은 방석 뺏기 게임에서 4조 조수이 무릎에 앉아서 이영채와 함께 초반에 탈락했다.
입학시험
입학식 무대 초반에는 카라의 〈Pretty Girl〉로 시작했고 조금 뒤에 〈Kill This Love〉를 보여주었다.  심사위원 평가에서 권유리는 에이스 팀이라고 불린 이유를 알겠다고 했고, 아이키는 라이브가 안정적이어서 즐길 수 있는 무대였다고 했다. 이하담과 함께 모든 심사위원에게 표를 받았다.
| 경연곡 : 블랙핑크 〈Kill This Love〉 | 경연곡 : 블랙핑크 〈Kill This Love〉 | 경연곡 : 블랙핑크 〈Kill This Love〉 | 경연곡 : 블랙핑크 〈Kill This Love〉 | 경연곡 : 블랙핑크 〈Kill This Love〉 | 경연곡 : 블랙핑크 〈Kill This Love〉 |
| 입학시험 무대 풀버전 영상            | 입학시험 무대 풀버전 영상            | 입학시험 무대 풀버전 영상            | 입학시험 무대 풀버전 영상            | 입학시험 무대 풀버전 영상            | 입학시험 무대 풀버전 영상            |
| ------------------------------------ | ------------------------------------ | ------------------------------------ | ------------------------------------ | ------------------------------------ | ------------------------------------ |
| 이름                                 | 박효원                               | 이승은                               | 이하담                               | 김리원                               | 이영채                               |
| 심사위원 투표                        | 3                                    | 2                                    | 4                                    | 4                                    | 3                                    |

  합격     탈락

*이승은은 2학년 담임 권유리에 의해 추가로 합격했으나 1학기 중간고사 전에 탈락했다.
1학기 중간고사(학년대항전)
중간고사 무대 전에 진행된 순위 발표식에서 전체 4위를 차지해 2학년 학생 중에서는 가장 높은 순위를 받았다. 1학년 리허설 무대를 본 뒤에 인터뷰에서 1학년 학생들이 잘해서 2학년이 질 수도 있을 것 같다고 했다. 학년대항전이 끝나고 2학년 개별 투표에서 1위를 차지했다.
| 중간고사 1라운드 무대 풀버전 영상 | 중간고사 1라운드 무대 풀버전 영상 | 중간고사 1라운드 무대 풀버전 영상 |
| --------------------------------- | --------------------------------- | --------------------------------- |
| 1학년                             | 현장투표 점수                     | 2학년                             |
| 에버글로우 〈Adios〉              | 538 : 528                         | ITZY 〈Wannabe〉                  |

| 김리원 | 미나미 | 박효원 | 원지민 | 이영채 | 이지원 | 조수이 | 주효린 | 최사랑 | 카리나 |
| 1      | 4      | 6      | 2      | 3      | 8      | 5      | 10     | 9      | 7      |

2힉년 10위 주효린의 생존을 걸고 1학년 에이스 김선유와 청하의 〈Snapping〉으로 대결했다. 리허설에서 먼저 무대에 오른 김선유가 고음에 약한 모습을 보이자 권유리는 김리원에게 페이스 조절을 잘하라고 조언했다. 김리원은 김선유보다 표정을 잘 살리고 안무 도중에 김선유의 볼도 살짝 건드리면서 도발했다. 리허설이 끝나고 권유리에게 잘했다고 칭찬받았으나, 실전에서는 아이키의 조언을 받은 김선유가 도발에 맞대응했다. 에이스전 현장투표에서도 1학년이 더 많은 표를 받아 주효린이 탈락했다.
| 경연곡 : 청하 〈Snapping〉        | 경연곡 : 청하 〈Snapping〉        | 경연곡 : 청하 〈Snapping〉        |
| 1·2학년 에이스전 무대 풀버전 영상 | 1·2학년 에이스전 무대 풀버전 영상 | 1·2학년 에이스전 무대 풀버전 영상 |
| --------------------------------- | --------------------------------- | --------------------------------- |
| 1학년 (총점 1338)                 | 현장투표 점수                     | 2학년 (총점 1098)                 |
| 김선유                            | 800 : 570                         | 김리원                            |

1학기 기말고사(콘셉트 평가)
팀을 정할 때 이영채가 김리원을 두고 끼가 많고 예쁘다며 '예쁜 애' 팀을 추천했고 원지민과 조수이도 동의했다. 반면 미나미는 '끼 많은 애' 팀을 추천했다. 결국 원지민, 이지원과 함께 '예쁜 애' 팀을 선택해 3학년의 김수혜, 이지우, 박효림과 레드벨벳의 〈빨간 맛〉으로 겨루게 되었다.
설렘 파트(킬링 파트)를 차지할 학년을 정할 때 표정 연기와 랩으로 2학년이 이기게 하려고 했다. 중간평가 뒤에 한 인터뷰에서 잘 보여드렸기 때문에 2학년이 설렘 파트를 가져올 수 있다는 자신감을 보였다. 심사위원 11명 모두 2학년을 선택했다. 기말고사 '예쁜 애' 무대에서 2학년 학생들이 승리했다.
| 경연곡 : 레드벨벳 〈빨간 맛〉      | 경연곡 : 레드벨벳 〈빨간 맛〉      | 경연곡 : 레드벨벳 〈빨간 맛〉      | 경연곡 : 레드벨벳 〈빨간 맛〉      | 경연곡 : 레드벨벳 〈빨간 맛〉      | 경연곡 : 레드벨벳 〈빨간 맛〉      | 경연곡 : 레드벨벳 〈빨간 맛〉      |
| 2·3학년 '예쁜 애' 무대 풀버전 영상 | 2·3학년 '예쁜 애' 무대 풀버전 영상 | 2·3학년 '예쁜 애' 무대 풀버전 영상 | 2·3학년 '예쁜 애' 무대 풀버전 영상 | 2·3학년 '예쁜 애' 무대 풀버전 영상 | 2·3학년 '예쁜 애' 무대 풀버전 영상 | 2·3학년 '예쁜 애' 무대 풀버전 영상 |
| ---------------------------------- | ---------------------------------- | ---------------------------------- | ---------------------------------- | ---------------------------------- | ---------------------------------- | ---------------------------------- |
| 2학년                              | 2학년                              | 2학년                              | 현장투표 점수                      | 3학년                              | 3학년                              | 3학년                              |
| 김리원                             | 원지민                             | 이지원                             | 현장투표 점수                      | 김수혜                             | 이지우                             | 박효림                             |
| 147                                | 169                                | 88                                 | 404 : 333                          | 160                                | 68                                 | 105                                |

2학기 중간고사(학년 연합 배틀)
학년 연합 배틀에서 보컬 포지션을 선택해 이영채, 원지민, 박보은과 함께 마마무의 〈데칼코마니〉를 연습했다. 연습 기간에 한 인터뷰에서 2학년이 확보한 데뷔조 자리가 없어서 아쉬워했다. 2학기 중간고사 전에 진행된 순위 발표식에서 전체 3위를 차지했으나, 4학년 윤채원이 1위가 되었기 때문에 세번째로 확정된 데뷔조 자리는 4학년에게 돌아갔다.
3·4학년 〈I〉 무대에서는 음이탈 실수가 나왔으나 1·2학년 〈데칼코마니〉 무대는 실수 없이 안정적으로 끝났다. 두 무대가 끝나고 1·2학년 선생님과 학생들은 크게 환호했고 2학년 담임 권유리는 너무 잘했다며 칭찬했다. 반면 3·4학년측에서는 긴장한 기색을 감추지 못했고, 현장 투표 결과 1·2학년 팀이 크게 이겼다. 김리원은 2월 21일 보이스 팬미팅에서 〈데칼코마니〉 무대를 가장 기억에 남는 무대로 꼽았다. 모든 대결 끝에 1·2학년과 3·4학년이 같은 점수를 얻었기 때문에 남은 데뷔조 4자리는 학년별로 하나씩 분배되었다.
| 1·2학년 무대 풀버전 영상      | 1·2학년 무대 풀버전 영상      | 1·2학년 무대 풀버전 영상      | 1·2학년 무대 풀버전 영상      |               | 3·4학년 무대 풀버전 영상 | 3·4학년 무대 풀버전 영상 | 3·4학년 무대 풀버전 영상 | 3·4학년 무대 풀버전 영상 |
| ----------------------------- | ----------------------------- | ----------------------------- | ----------------------------- | ------------- | ------------------------ | ------------------------ | ------------------------ | ------------------------ |
| 1·2학년 마마무 〈데칼코마니〉 | 1·2학년 마마무 〈데칼코마니〉 | 1·2학년 마마무 〈데칼코마니〉 | 1·2학년 마마무 〈데칼코마니〉 | 현장투표 점수 | 3·4학년 태연 〈I〉       | 3·4학년 태연 〈I〉       | 3·4학년 태연 〈I〉       | 3·4학년 태연 〈I〉       |
| 박보은                        | 이영채                        | 김리원                        | 원지민                        | 830 : 170     | 김수혜                   | 이지우                   | 명형서                   | 윤채원                   |

  1학년     2학년     3학년     4학년
2학기 기말고사(데뷔조 선발전)
제작진과의 인터뷰에서 김리원은 데뷔조로 선발될 자신이 있다고 했다. 이영채가 원하는 곡을 말하라고 하자 김리원은 어린 이미지를 벗어나는 데에는 태티서의 〈Twinkle〉이 더 좋다고 여겨 〈Twinkle〉을 하고 싶다고 말했다. 이영채, 원지민과 같이 〈Twinkle〉 무대를 준비했다.
중간평가 후에 권유리는 〈Twinkle〉팀 2학년 멤버가 중간고사 〈데칼코마니〉 무대와 같기 때문에 겹쳐 보인다고 했다. 리사도 새로운 모습을 보여줄 필요가 있다고 했다. 권유리가 지금까지 댄스와 랩을 했던 미나미와 보컬을 했던 김리원이 팀을 바꾸는게 어떠냐고 제안했고, 둘이 서로 맞바꿔서 김리원은 방탄소년단의 〈Butter〉 팀으로 갔다. 기말고사 무대 현장 투표에서는 2위였지만, 온라인 투표까지 합산한 데뷔조 발표에서는 2학년 1위를 차지해 첫 번째 데뷔조에 포함되었다.
| 경연곡 : 태티서 〈Twinkle〉 · 방탄소년단 〈Butter〉 | 경연곡 : 태티서 〈Twinkle〉 · 방탄소년단 〈Butter〉 | 경연곡 : 태티서 〈Twinkle〉 · 방탄소년단 〈Butter〉 | 경연곡 : 태티서 〈Twinkle〉 · 방탄소년단 〈Butter〉 | 경연곡 : 태티서 〈Twinkle〉 · 방탄소년단 〈Butter〉 | 경연곡 : 태티서 〈Twinkle〉 · 방탄소년단 〈Butter〉 | 경연곡 : 태티서 〈Twinkle〉 · 방탄소년단 〈Butter〉 | 경연곡 : 태티서 〈Twinkle〉 · 방탄소년단 〈Butter〉 |
| 2학년 무대 풀버전 영상                              | 2학년 무대 풀버전 영상                              | 2학년 무대 풀버전 영상                              | 2학년 무대 풀버전 영상                              | 2학년 무대 풀버전 영상                              | 2학년 무대 풀버전 영상                              | 2학년 무대 풀버전 영상                              | 2학년 무대 풀버전 영상                              |
| --------------------------------------------------- | --------------------------------------------------- | --------------------------------------------------- | --------------------------------------------------- | --------------------------------------------------- | --------------------------------------------------- | --------------------------------------------------- | --------------------------------------------------- |
| 미나미                                              | 원지민                                              | 이영채                                              | 김리원                                              | 이지원                                              | 조수이                                              | 최사랑                                              | 카리나                                              |
| 3                                                   | 1                                                   | 5                                                   | 2                                                   | 8                                                   | 4                                                   | 6                                                   | 7                                                   |

| 첫번째 데뷔조 명단 |        |        |        |        |        |        |
| 박보은             | 김선유 | 김리원 | 김윤서 | 김현희 | 김유연 | 윤채원 |

세미파이널(데뷔조 자리 뺏기)
세미파이널 미션에서 데뷔조 멤버가 선택한 곡을 공개하지 않았을 때 명형서, 이영채, 윤승주, 김수빈이 도전 상대로 김리원을 선택했다. 데뷔조가 선택한 곡을 공개하고 한 소절씩 부를 때, 김리원은 트와이스의 〈Feel Special〉을 공개하고 노래 전체를 다 불렀다. 김수빈은 성숙한 느낌의 곡이고 노래로 질 것 같다고 생각했고, 윤승주도 사연이 담겨 있는 노래라 소화하기 쉽지 않다고 생각해서 둘 다 도전 상대를 박보은으로 바꾸었다. 이영채도 김리원의 노래를 듣고 김윤서에게 갔다. 도전조 멤버 중에서 선택을 바꾸지 않은 명형서와 김유연에게 지목받지 못한 원지민이 김리원과 겨루게 되었다.
리허설에서 김리원은 평소와 달리 웃는 표정을 짓지 않아서 권유리와 리사에게 필요 이상으로 무겁고 시크하니 표정을 살리라는 지적을 받았다. 도전조끼리의 대결에서 승리한 A조 멤버 명형서가 도전 기회를 얻었다. 세미파이널 〈Feel Special〉 무대 후에 전소연은 명형서가 이길 것 같다고 했고, 옥주현은 "리원이의 엄청난 장점이 나오지도 않았어"라고 했다. 권유리는 김리원을 두고 타고난 아이돌이라고 했지만, 옥주현의 지적에 공감하면서 선곡을 잘못했다며 안타까워했다. 현장 투표 후에 명형서에게 데뷔조 자리를 내주고 탈락 후보가 되었으나, 세미파이널 참가자 21명 중에서 온라인 투표 5위였기 때문에 결승 진출자로 호명되어 도전조 멤버가 되었다. 
| 경연곡 : 트와이스 〈Feel Special〉 | 경연곡 : 트와이스 〈Feel Special〉 | 경연곡 : 트와이스 〈Feel Special〉 |
| 김리원·명형서 무대 풀버전 영상     | 김리원·명형서 무대 풀버전 영상     | 김리원·명형서 무대 풀버전 영상     |
| ---------------------------------- | ---------------------------------- | ---------------------------------- |
| 데뷔조                             | 현장투표 점수                      | 도전조                             |
| 김리원                             | 282 : 356                          | 명형서                             |

| 두번째 데뷔조 명단 |        |        |        |        |        |        |
| 박보은             | 미나미 | 최윤정 | 김유연 | 명형서 | 윤채원 | 홍혜주 |

특별활동
할아버지와 할머니로부터 영상편지를 받았다. 할머니는 일찍 버스 타고 서울에 가서 밤 늦게까지 연습하는 모습이 대견하고 자랑스럽다고 하셨다. 김리원도 "할머니·할아버지를 위해서라도 열심히 해서 꼭 꿈을 이루도록 하겠습니다"라고 답장 영상을 남겼다.
겨울캠프(온라인 팬미팅)
2022년 동계 올림픽으로 11회·12회 방송이 연기되어 네이버 나우에서 방영한 온라인 팬미팅에 참가했다. 2월 3일 옥주현이 코로나 19 확진 판정을 받았기 때문에 자가격리되어 2월 6일 방영한 첫 번째 온라인 팬미팅에는 출연하지 못했다.
2월 13일 두 번째 온라인 팬미팅에서 '어' 팀 멤버가 되었다. 눈을 가리고 상자 안에 있는 물건을 맞히는 게임에서 '어' 팀의 박보은이 오지은과 이영채에 비해 추측을 잘하지 못하자 홍혜주가 체인지 카드를 써서 김리원으로 바꾸었다. 김리원은 두 번째 물건 먼지털이를 맞추었다.
파이널 생방송
속초로 간 졸업여행에서 〈LIONS〉가 도전조 곡으로 결정되었다. 2월 26일 《쇼! 음악중심》에서 〈LIONS〉 1절 부분을 선공개했다. 2월 27일 생방송 무대에서 도전조가 승리해 베네핏 5만 점을 획득했다.
| 무대 영상 : 〈DREAMING〉 · 〈SONIC BOOM〉          | 무대 영상 : 〈DREAMING〉 · 〈SONIC BOOM〉          | 무대 영상 : 〈DREAMING〉 · 〈SONIC BOOM〉          | 무대 영상 : 〈DREAMING〉 · 〈SONIC BOOM〉          | 무대 영상 : 〈DREAMING〉 · 〈SONIC BOOM〉          | 무대 영상 : 〈DREAMING〉 · 〈SONIC BOOM〉          | 무대 영상 : 〈DREAMING〉 · 〈SONIC BOOM〉          |               | 무대 영상 : 〈SUN〉 · 〈LIONS〉          | 무대 영상 : 〈SUN〉 · 〈LIONS〉          | 무대 영상 : 〈SUN〉 · 〈LIONS〉          | 무대 영상 : 〈SUN〉 · 〈LIONS〉          | 무대 영상 : 〈SUN〉 · 〈LIONS〉          | 무대 영상 : 〈SUN〉 · 〈LIONS〉          | 무대 영상 : 〈SUN〉 · 〈LIONS〉          |
| -------------------------------------------------- | -------------------------------------------------- | -------------------------------------------------- | -------------------------------------------------- | -------------------------------------------------- | -------------------------------------------------- | -------------------------------------------------- | ------------- | ---------------------------------------- | ---------------------------------------- | ---------------------------------------- | ---------------------------------------- | ---------------------------------------- | ---------------------------------------- | ---------------------------------------- |
| 데뷔조 1라운드 〈DREAMING〉 2라운드 〈SONIC BOOM〉 | 데뷔조 1라운드 〈DREAMING〉 2라운드 〈SONIC BOOM〉 | 데뷔조 1라운드 〈DREAMING〉 2라운드 〈SONIC BOOM〉 | 데뷔조 1라운드 〈DREAMING〉 2라운드 〈SONIC BOOM〉 | 데뷔조 1라운드 〈DREAMING〉 2라운드 〈SONIC BOOM〉 | 데뷔조 1라운드 〈DREAMING〉 2라운드 〈SONIC BOOM〉 | 데뷔조 1라운드 〈DREAMING〉 2라운드 〈SONIC BOOM〉 | 심사위원 점수 | 도전조 1라운드 〈SUN〉 2라운드 〈LIONS〉 | 도전조 1라운드 〈SUN〉 2라운드 〈LIONS〉 | 도전조 1라운드 〈SUN〉 2라운드 〈LIONS〉 | 도전조 1라운드 〈SUN〉 2라운드 〈LIONS〉 | 도전조 1라운드 〈SUN〉 2라운드 〈LIONS〉 | 도전조 1라운드 〈SUN〉 2라운드 〈LIONS〉 | 도전조 1라운드 〈SUN〉 2라운드 〈LIONS〉 |
| 박보은                                             | 미나미                                             | 최윤정                                             | 김유연                                             | 명형서                                             | 윤채원                                             | 홍혜주                                             | 360 : 479     | 김선유                                   | 이영채                                   | 김리원                                   | 원지민                                   | 김윤서                                   | 김현희                                   | 이미희                                   |

- 심사위원 1명이 개별 라운드 무대에 최고 100점까지 줄 수 있다.
- 옥주현은 생방송에 출연하지 못했기 때문에 아이키, 권유리, 전소연만 심사했다.
- 전소연은 도전조 1라운드곡 〈SUN〉의 작사·작곡에 참여했기에 공정성을 위해 2라운드만 평가했다. 그러므로 전체 만점은 500점이 된다.

순위 발표식에서 209,053.9점을 얻어 5위에 올라 클라씨로 데뷔했다. 8위로 아쉽게 탈락한 데뷔조 김유연이 181,442.3점을 얻었고, 베네핏 5만 점이 적용되지 않았다면 김리원이 8위, 김유연이 7위가 되는 점수였다. 도전조가 받은 베네핏이 김리원과 김유연의 최종 결과를 바꾸게 되었다.
사실 오늘 파이널 무대 하기 전부터 실감이 안나고 긴장이 많이 됐었는데 좋은 결과를 얻게 되어서 너무 행복하구요.
 그동안 이 자리에 올 수 있게 도와주신 유리 선생님, 그리고 안무 보컬 선생님들, 그리고 팬 여러분들 너무 사랑하고 감사합니다.— 데뷔 확정 후 소감

파이널 생방송이 끝난 후 보이스 팬미팅에서 실력이 많이 늘었고, 사회생활도 할 줄 알게 되었다며 《방과후 설렘》 출연에 감사하다고 했다.

### 클라씨(2022~)
2022년 3월 19일 TV도쿄와의 인터뷰에서 롤 모델이 아이유고 "다양한 표정과 표현력으로 완성도 높은 무대를 보여드리고 싶다"고 했다. 5월 5일 미니 앨범 1집 Y 《CLASS IS OVER》 발매와 함께 클라씨 멤버로 정식 데뷔하였다. 팬투에서 진행한 케이팝 로열 패밀리 이벤트에서 케이팝국 보물 30명 중 하나로 뽑혀 8월 8일부터 14일까지 홍대입구역에, 8월 15일부터 22일까지 신촌 유플렉스 지하 통로에 디지털 광고가 게재되었다.
9월 11일 방영된 2022 추석특집 아이돌스타 선수권대회에서 e스포츠 선수권대회 배틀그라운드 경기에 참가했다. 솔로 경기에서 김리원을 노리던 베리베리 멤버 민찬에게 탈락했다. 듀오 경기에서는 명형서와 같은 팀으로 출전했다.

## 학력
- 여흥초등학교(졸업)
- 언주중학교(졸업)
- 한림예술고등학교(재학)

## 음반
- 클라씨 음반은 클라씨 음반 목록을 참고하십시오.

## 음반 외 활동

### 드라마
| 출연기간                | 방송사   | 제목                | 역할          |
| ----------------------- | -------- | ------------------- | ------------- |
| 2019.8.9 ~ 2019.11.15   | 투니버스 | 《조아서 구독중》   | 김리아        |
| 2020.8.7 ~ 2020.9.25    | 투니버스 | 《조아서 먹방중》   | 김리아        |
| 2020.10.23 ~ 2020.12.11 | 투니버스 | 《조아서 구독중 2》 | 김리아        |
| 2020년                  | MBC      | 《찬란한 내 인생》  | 임세라 동급생 |
| 2024년                  | 디즈니+  | 《강남 비-사이드》  | 클럽녀        |

### TV 프로그램
| 출연기간              | 방송사 | 제목              | 역할         | 비고                   |
| --------------------- | ------ | ----------------- | ------------ | ---------------------- |
| 2021.10.31~2021.11.23 | MBC    | 《등교전 망설임》 | 2학년 참가자 | 《방과후 설렘》 프리퀄 |
| 2021.11.31~2022.2.27  | MBC    | 《방과후 설렘》   | 2학년 참가자 | 오디션 프로그램        |

### 광고
| 출연기간 | 기업     | 제품         | 종류     | 공동 출연 |
| -------- | -------- | ------------ | -------- | --------- |
| 2019     | 동서식품 | 콘푸라이트   | 시리얼   | 이선균    |
| 2021     | 삼진제약 | 게보린소프트 | 생리통약 |           |